# Brevibarbis demoori
Brevibarbis demoori is een insect uit de familie van de vlinderhaften (Ascalaphidae), die tot de orde netvleugeligen (Neuroptera) behoort. 
Brevibarbis demoori is voor het eerst wetenschappelijk beschreven door Tjeder & Hansson in 1992.